# Ename (bier)
Ename is een Belgisch abdijbier.
Het bier wordt gebrouwen in Brouwerij Roman, te Oudenaarde. Dit bier draagt het label Erkend Belgisch Abdijbier sinds 1999.

In Ename, een deelgemeente van Oudenaarde, bevinden zich de ruïnes van de abdij van Ename waar zich ook een museum bevindt. In 1990 brouwde men voor de eerste maal Ename Tripel en Ename Dubbel ter gelegenheid van een openluchtspektakel in de ruïnes. Brouwerij Roman betaalt aan de uitbaters van het museum royalty's voor het gebruik van de naam en de afbeelding voor hun bier. Vanaf 1997 werd Ename Blond op de markt gebracht en in 2002 volgt Ename Cuvée 974. De naam (974) verwees naar het stichtingsjaar van de gemeente Ename. Later werd de naam gewijzigd in Ename Cuvée Rouge en ten slotte in Ename Rouge. In 2015 kwam er een nieuw variant op de markt met de naam Ename Pater.
Er bestaan 5 varianten:
- Blond, blond bier met een alcoholpercentage van 6,6%
- Dubbel, donkerroodbruin bier met een alcoholpercentage van 6,6%
- Tripel, goudblond bier met een alcoholpercentage van 8,5%
- Rouge, koperrood bier met een alcoholpercentage van 6,0%
- Pater, blond-troebel bier met en alcoholpercentage van 5,5%